# Turbomeca Artouste
Pour les articles homonymes, voir Artouste (homonymie).
Les turbomoteurs Artouste sont des produits de la société française Turbomeca. Ils équipent entre-autres les hélicoptères Alouette II et Alouette III.

## Généralités
Initialement conçu comme Groupe auxiliaire de puissance, l’Artouste fut rapidement adapté à la propulsion des aéronefs, et trouva sa place comme groupe turbomoteur pour hélicoptères dans les années 1950. L’Artouste est construit sous licence par Bristol Siddeley (en) (anciennement Blackburn Aircraft) au Royaume-Uni, Hindustan Aeronautics Ltd. (HAL) en Inde, et développé par Continental CAE aux États-Unis sous l'appellation Continental T51. Sa puissance est de l'ordre de 400 ch (300 kW).

## Versions
- Artouste I
- Artouste II
- Artouste IIB
- Artouste IIC : 500 ch (367,70 kW)[3] ;
- Artouste IIC6
- Artouste IIIB : 550 ch (404,47 kW)[3] ;
- Artouste IIID
- Continental T51 : Production et développement sous licence de l’Artouste aux États-Unis ;
- Turbomeca Marcadau : Dérivé turbopropulseur de l’Artouste II, produisant une puissance de 408 ch (300 kW) à travers une boîte à engrenages réducteurs d'un rapport de 2,3 : 1.

## Applications
- Aerospatiale Alouette II
- Aerospatiale Alouette III
- Aérospatiale Lama
- Aerotécnica AC-14
- Handley Page Victor : Comme GAP
- Hawker Siddeley Trident : Comme GAP
- SNCASO SO.1120 Ariel III[4]
- SNCASO SO.1310 Farfadet
- IAR 316
- IAR 317
- Nord N.1750 Norelfe
- Piasecki VZ-8 AirGeep

## Exposition
Un Artouste est présenté au public à l’Helicopter Museum (en) de Weston.